# Josep Duró i Beal
Josep Duró i Beal (L'Hospitalet de Llobregat, Barcelonès, 25 d'abril de 1933 - Barcelona, 3 de juny de 2016) fou un futbolista català, que jugava com a migcampista a les dècades de 1950 i 1960.

## Trajectòria
Fou jugador del Futbol Club Barcelona la temporada 1954-1955 i jugador del Racing de Santander des de la temporada 1957-1958 fins a la 1960-1961. També jugà al filial blaugrana Espanya Industrial/Comtal, al Real Murcia, Reial Oviedo, CE Europa i UE Sants.
Disputà un partit amb la selecció catalana enfront una selecció de Rio de Janeiro.
El 3 de novembre de 2014 el Barça va fer a l'Auditori 1899 un homenatge als jugadors supervivents que van formar part de l'equip de les 'Cinc Copes', en un acte impulsat per l'Agrupació Barça Jugadors. Els membres homenatjats del llegendari equip de principis dels anys 50, juntament amb Josep Duró, van ser Miquel Ferrer, Jaume Peiró, Joaquim Tejedor i Tresserras i Gustau Biosca.